# Список керівників держав 30 року
Список керівників держав 30 року — це перелік правителів країн світу 30 року
Список керівників держав 29 року — 30 рік — Список керівників держав 31 року — Список керівників держав за роками

## Європа
- плем'я атребатів — король Веріка (15-43)
- Боспорська держава — цар Рескупорід I Аспург (14 до н. е.- 37 н. е.)
- Ірландія — верховний король Ферадах Фіндфехтнах (14-36)
- плем'я кантіїв — король Адміній (30-40)
- плем'я катувеллаунів — вождь Кунобелін (9-43)
- Одриське царство — цар Реметалк II (18-38)
- Римська імперія
  - імператор Тиберій (14-37)
  - консул Марк Вініцій
  - консул Луцій Кассій Лонгін

## Азія
- Адіабена — цар Ізат I (20-54)
- Бану Джурам (Мекка) — Абд аль-Мадан (16-46)
- Велика Вірменія — цар Арташес III (18-34)
- Диньяваді — Рала Майю (15-37)
- Емеса — цар Самсігерам II (11 р до н.е.-42)
- Іберійське царство — цар Митридат I (1-35)
- Індо-парфянське царство (Маргіана) — цар Гондофар (20-50)
- Індо-скіфське царство — цар Аспаварма (15-45)
- Китай
  - Династія Хань — імператор Гуан У (Лю Сю) (27-57)
- Когурьо — тхеван (король) Темусін (18-44)
- Кушанська імперія — Герай (1-30), його змінив син Куджула Кадфиз (30-80)
- Набатейське царство — цар Арета IV Філопатор (9 до н. е.— 40 н. е.)
- Осроена — цар Абгар V Уккама (13-50)
- Пекче — король Тару (29-77)
- Персія
  - Парфія — Артабан III (10-38)
- Понтійське царство — королева Піфодорида (...-38)
- Царство Сатаваханів — магараджа Пулумаві I Сатавахана (7-31)
- Сипау (Онг Паун) — Сау Кам Каут (10-36)
- Сілла — ісагим (король) Юрі (24-57)
- Хим'яр — цар Дхамар'алі Байїн II (25-45)
- Шрикшетра — Янмунзалейда (24-39)
- Японія — Імператор Суйнін (29 до н. е.—70 н. е.)

## Африка
- Мавретанське царство — цар Птоломей (23-40)
- Царство Куш — цар Шеракарер (20-30), його змінив Пісакар (30-40)